# Borca di Cadore
Borca di Cadore település Olaszországban, Veneto régióban, Belluno megyében. Lakosainak száma 842 fő (2023. január 1.). Borca di Cadore Calalzo di Cadore, San Vito di Cadore, Selva di Cadore, Vodo di Cadore és Val di Zoldo községekkel határos.

## Népesség
A település népességének változása:
| Lakosok száma | 815  | 809  | 842  |
|               | 2017 | 2018 | 2023 |